# 约翰尼斯·贝歇尔
約翰尼斯·羅伯特·貝歇爾（德語：Johannes Robert Becher，1891年5月22日—1958年10月11日）是德國政治家、小說家和詩人。
他早期作品有表现主义色彩。二戰前，他隸屬於德國共產黨（KPD）。1919年加入德国共产党。发表许多歌颂十月革命和社会主义的诗。他是文學先鋒派的一員，以表現主義風格寫作。
1933年隨著德國納粹黨的崛起，現代主義藝術運動受到壓制。貝歇爾於1933年從一次軍事襲擊中逃脫，並在巴黎定居了幾年。1935年隨德共中央移居蘇聯，参加了反法西斯文化统一战线。1941年6月德國入侵蘇聯後，貝歇爾和其他德國共產黨人被疏散到塔什干。
他於1942年重獲青睞並被召回莫斯科。二戰結束後，貝歇爾離開蘇聯回到德國，定居在後來成為東柏林的蘇聯佔領區。作為德國共產黨的成員，他被任命為各種文化和政治職務，並成為社會統一黨領導層的一員。先后任德国民主革新文化联盟主席、德意志民主共和国艺术科学院副院长。1949年，他幫助創建了柏林的DDR藝術學院，並於1953年至1956年擔任院長。1953年，他被授予史達林和平獎（後來的列寧和平獎）。1954年至1958年任德意志民主共和國文化部長。
貝歇爾也是東德國歌《從廢墟中崛起》的填詞人。主要诗作有《列宁墓旁》（1924年）、《红色进军》（1925年）、《再生》（1940年）、《德国在召唤》（1942年）、《新土地之歌》（1949年）等，还著有《诗辩》、《诗的自白》等理论著作。